# Volontaires de Saxe

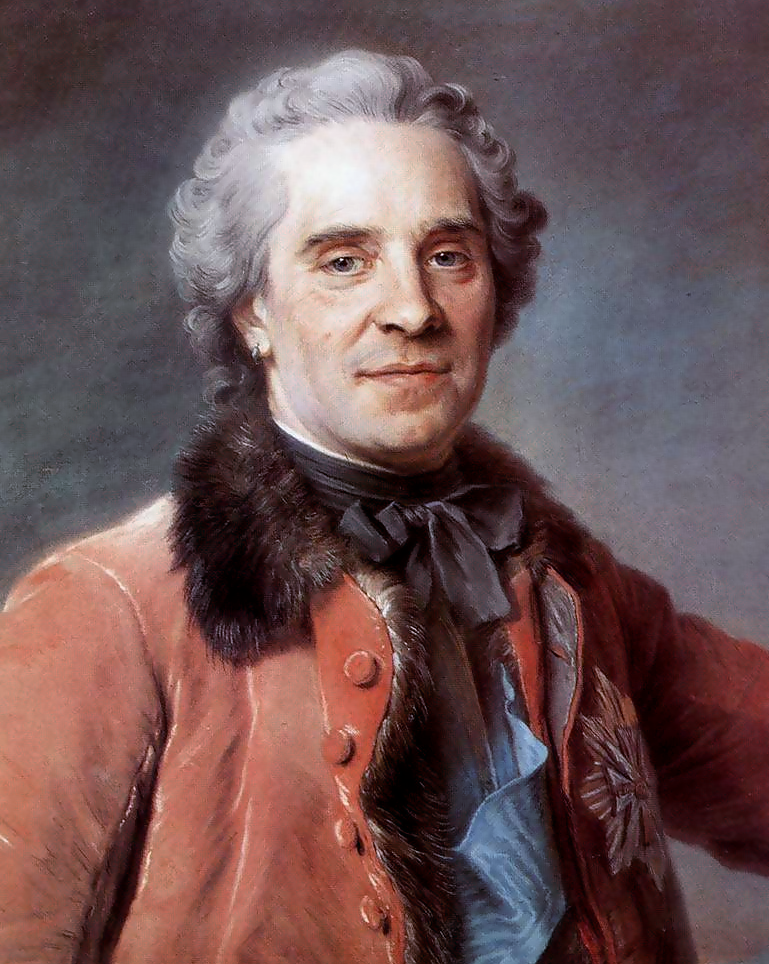
Moritz von Sachsen

Die Volontaires de Saxe („Freiwillige von Sachsen“) waren ein Verband der französischen Kavallerie. 1743 vom französischen Marschall Moritz von Sachsen als aus Ulanen und Dragonern gemischtes Freikorps errichtet (auch genannt Volontaires du maréchal de Saxe), wurde es 1762 als 17. Dragonerregiment in die Linientruppen übernommen und 1815 aufgelöst. Es war im 18. Jahrhundert der einzige französische Kavallerieverband, der mit der Lanze bewaffnet war.

## Geschichte
Aufgestellt am 13. März 1743, gliederte sich das 960 Reiter zählende Regiment in sechs gemischte Kompanien (Ulanen und Dragoner). In Frankreich erregten die Volontaires de Saxe gleich mehrfach Aufsehen: Zum einen waren das die orientalischen Uniformen der aus Ungarn, Polen, Litauern, Deutschen, Türken und Tataren gebildeten Truppe. Zum anderen war das der Gebrauch der Lanze, die seit Ende des 17. Jahrhunderts aus den französischen Waffenarsenalen verbannt worden war.
Moritz von Sachsen machte Rittmeister Babac zu seinem Stellvertreter als Regimentskommandeur. „Das ist wohl das erste Mal, dass in der Armee Seiner allerchristlichsten Majestät (Anm.: der französische König) ein Muselmane zum Oberstleutnant ernannt worden ist“, schrieb der Marschall am 15. Februar 1747 an den sächsischen Premierminister Heinrich Graf Brühl – nicht ohne Lust an der Provokation.
Obwohl (oder gerade weil) sich unter den Soldaten zahlreiche Muslime (namentlich die Türken und Tataren) befanden, ließ der zur Exzentrik neigende Marschall das Korps stets geschlossen und unter Trommelklang zum Kirchgang führen.
Am französischen Hof heiß diskutiert wurde jedoch ein anderer Sachverhalt: Unter den 97 Ulanen der Leibkompanie (compagnie colonelle) befanden sich 78 Schwarze. Das Alter dieser aus Afrika, Südamerika, der Karibik und dem Orient stammenden Männer reichte von zwölf bis 43 Jahren.
Den Ressentiments gegenüber diesen als „bewaffnete Sklaven“ diffamierten Kriegern war es geschuldet, dass die Leibkompanie sofort nach dem Tod des Marschalls von Sachsen (1750) aufgelöst wurde. Ihre Soldaten verteilte man als fantasievoll kostümierte Kesselpauker auf die anderen Kavallerieregimenter.
Unter dem Kommando des Grafen Friesen wurde das Regiment seit 1751 zu einer reinen Dragonereinheit umgeformt; die Ulanen erhielten ihren Abschied. 1755 ging das Regiment an Gottlob Ludwig Graf von Schönberg  (auch Schonberg oder Schoenberg) und wurde nun als Freiwilligen-Regiment Schonberg (Volontaires de Schonberg) in der Armeeliste geführt. 1762 erfolgte die Umbenennung in Schonberg-Dragoner; das Regiment rangierte jetzt an 17. und damit letzter Stelle der Dragoner-Regimenter. Graf Schönberg selbst avancierte im gleichen Jahr zum Generalmajor (Maréchal de camp), 1781 zum Lieutenant-général und bis 1789 zum Mitglied des Kriegsrats (conseil de la guerre).
Mit Abschaffung der Regimentsinhaber während der Französischen Revolution wurde der Verband 1791 in Dragonerregiment Nr. 17 umbenannt.

## Einsatz
Das Regiment focht im Österreichischen Erbfolgekrieg (1740–1748). Nachdem der Marschall bei Kriegsende seinen Abschied aus dem aktiven Dienst genommen und sich auf das Palais Chambord zurückgezogen hatte, begleiteten ihn seine Reiter dorthin und bewachten dessen Schloss bis zu seinem Tod 1750. Im Siebenjährigen Krieg (1756–1763) nahm es an der Schlacht bei Minden teil.
In den Koalitionskriegen kämpfte das Regiment mit Auszeichnung u. a. bei Valmy, Austerlitz, Eylau, Friedland, Albuhera und Vittoria. Es durfte die Ehrennamen der Schlachten von Moskowa, Bautzen, Dresden und Champaubert auf seinen Standarten führen. Nach der ersten Abdankung Napoleons erhielt es aufgrund Auflösung anderer Regimenter die Stammnummer 12. Bei der Rückkehr des Kaisers erhielt es seine alte Stammnummer zurück, wurde aber nach Waterloo unter der Restauration aufgelöst.

## Organisation
Das Korps war ähnlich einem polnischen Kavallerieregiment (poln. Regiment = Pułk) organisiert: Die Hälfte der Kavalleristen bestand aus Lanzenreitern (Uhlan(d)s), die i. d. R. dem ländlichen Kleinadel entstammten. Jedem Ulanen-Towarzysz (poln. „[Waffen-] Gefährte“) unterstand ein Pacholke (poln. pachołek, „Diener“, „Knecht“) bzw. Podzone (poln. pocztowy, „Gefolgsmann“) genannter Leibbursche, der zugleich als berittener Dragoner diente. Die Dragoner stellten die zweite Hälfte des Regiments. Auf Feldzügen wurden sie vermutlich zu einer geschlossenen Einheit zusammengefasst.

## Uniformen
Die Grundfarbe der Uniformen war grün, Abzeichenfarbe war rot – eine Kombination der Nationalfarben der von 1697 bis 1763 existierenden sächsisch-polnischen Doppelmonarchie (Sachsen: grün-weiß, Polen: weiß-rot).
Die Ulanenuniform orientierte sich an polnisch-türkischen Einflüssen (wadenlanger Kaftan oder kurze Jacke mit kurzen oder geschlitzten langen Ärmeln, weite Pluderhosen, rote Unterkleider, kurzschäftige ungarische Stiefel, als Kopfbedeckung weiche Zipfelmütze mit seitwärts fallendem Deckel; später antikisierter schirmloser Messinghelm à la Schomberg mit fallendem Rossschweif und um den Helmfuß gelegten Turban).
Die Dragoneruniform folgte westeuropäischen Standards (enger Rock mit geraden roten Ärmelaufschlägen, Rabatten und Kragen, rote Achselschnur an der rechten Schulter (1757 durch Epauletten auf der rechten Schulter ersetzt), gelb-beige Unterkleider, kniehohe Ledergamaschen, als Kopfbedeckung Dreispitz, später Schomberg-Helm mit fallendem Rossschweif).
Die Farbe des Federstutz am Helm richtete sich nach der Abzeichenfarbe der einzelnen Brigaden (hier: Regiments-Unterabteilungen): weiß, rot, gelb, blau, grün oder schwarz.

Uniformen
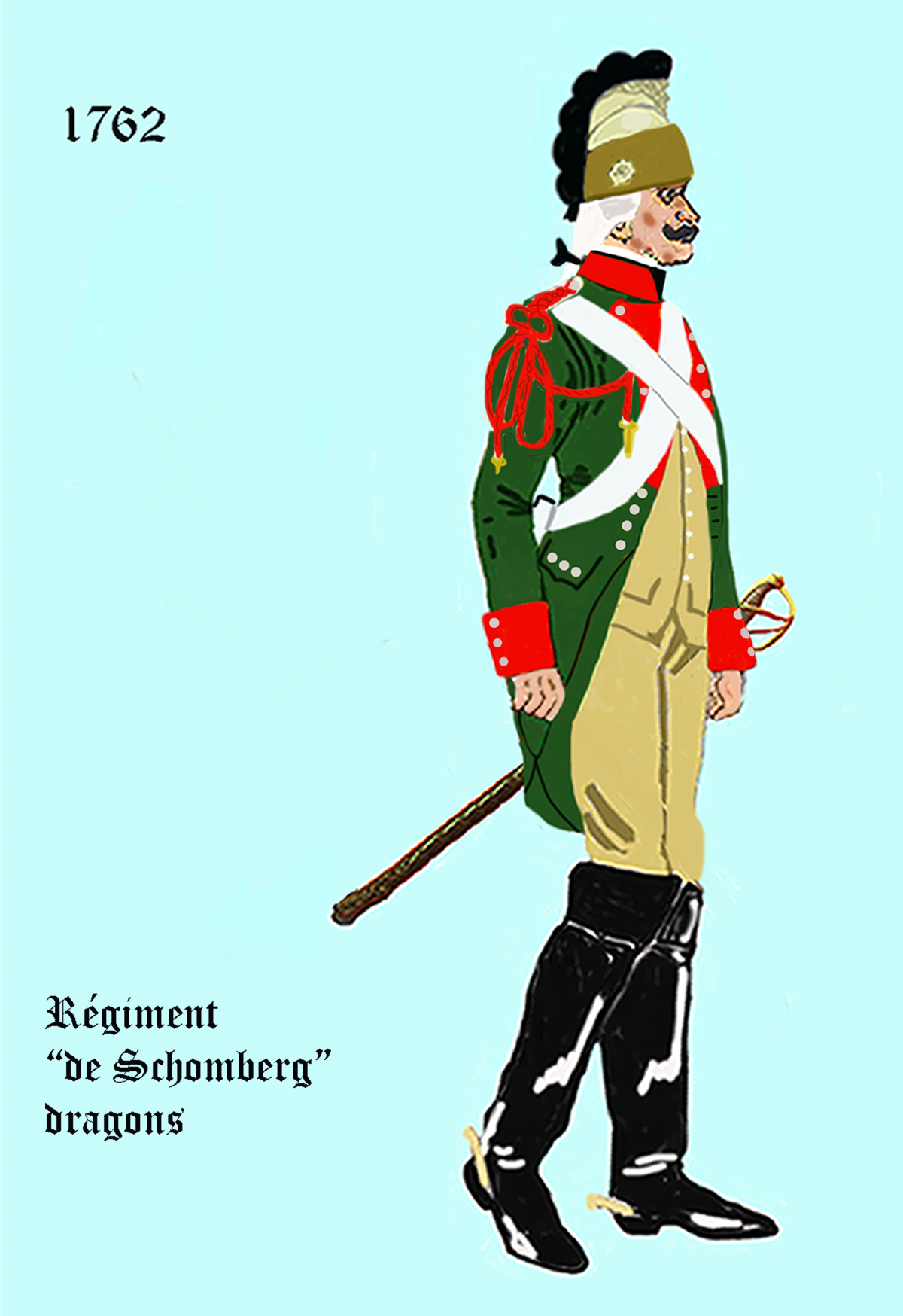
Régiment de Schonberg dragons  1762 bis 1763
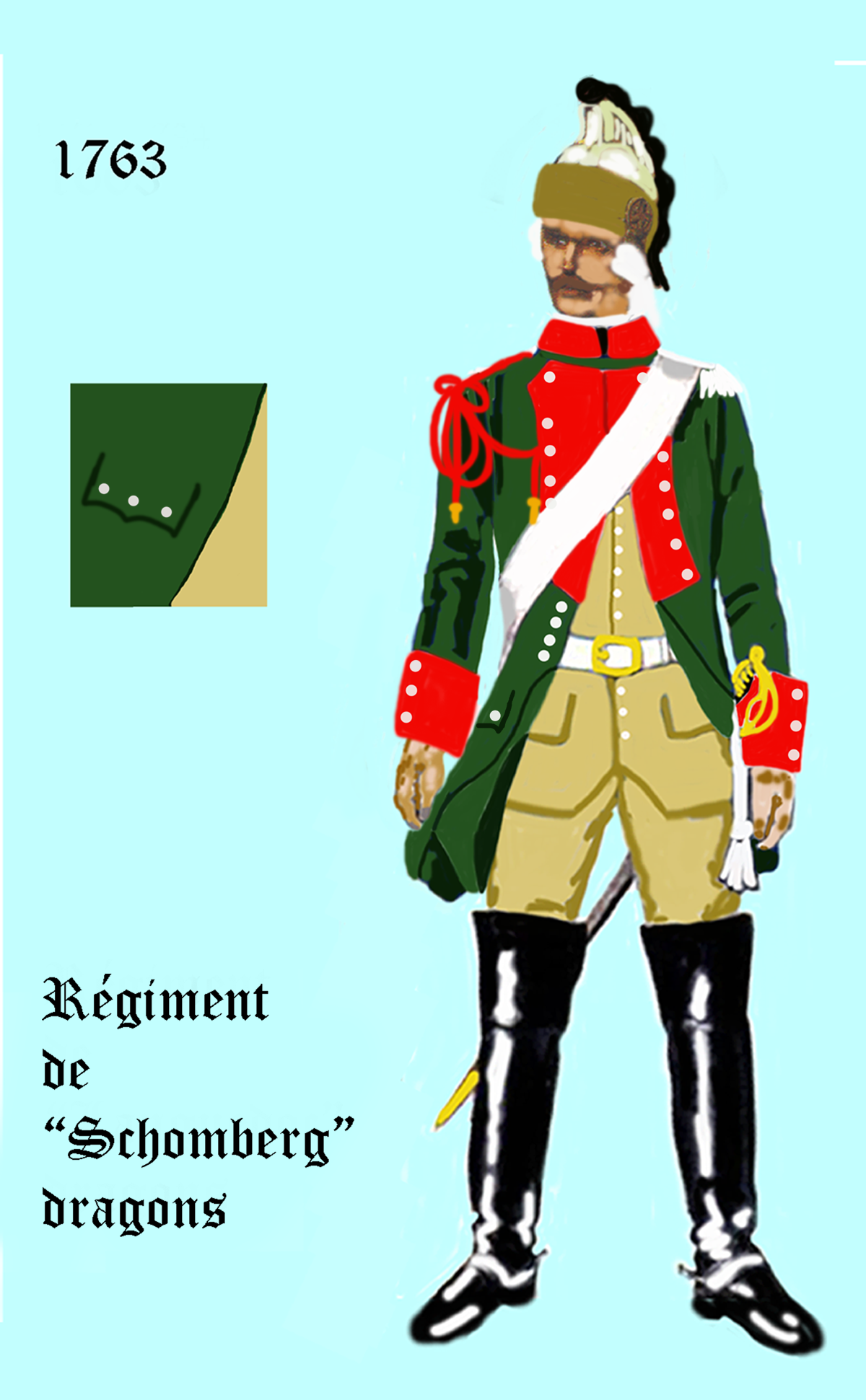
Régiment de Schonberg dragons  1763 bis 1776
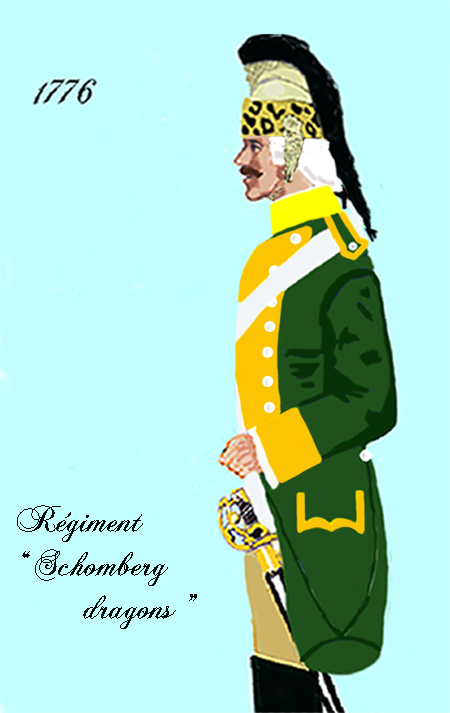
Régiment de Schonberg dragons 1776 bis 1779
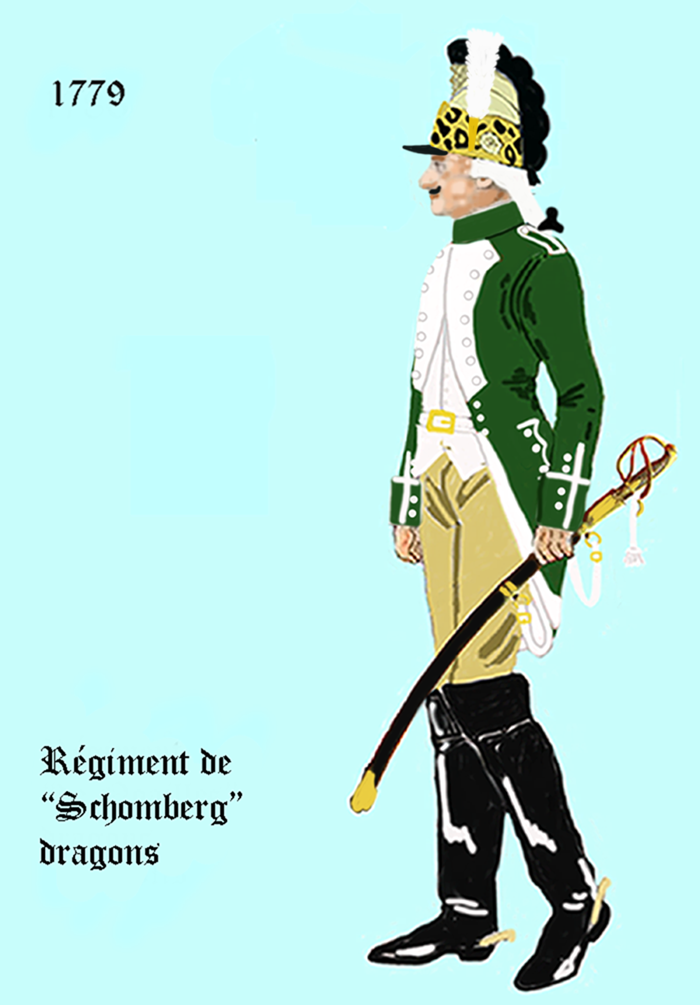
Régiment de Schonberg  1779 bis 1786
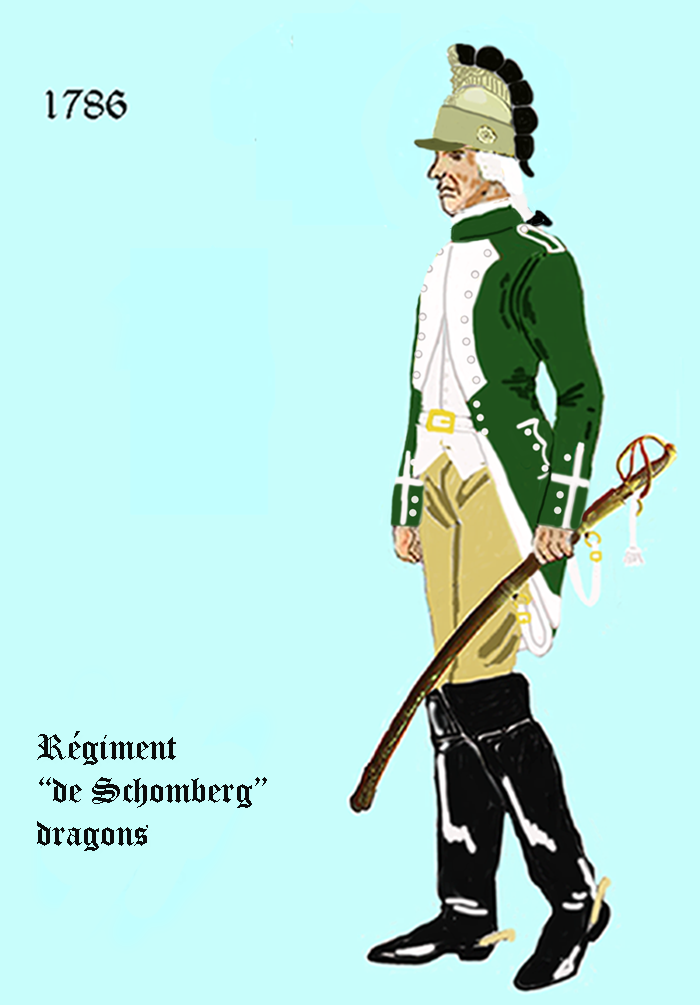
Régiment de Schonberg dragons 1786 bis 1791
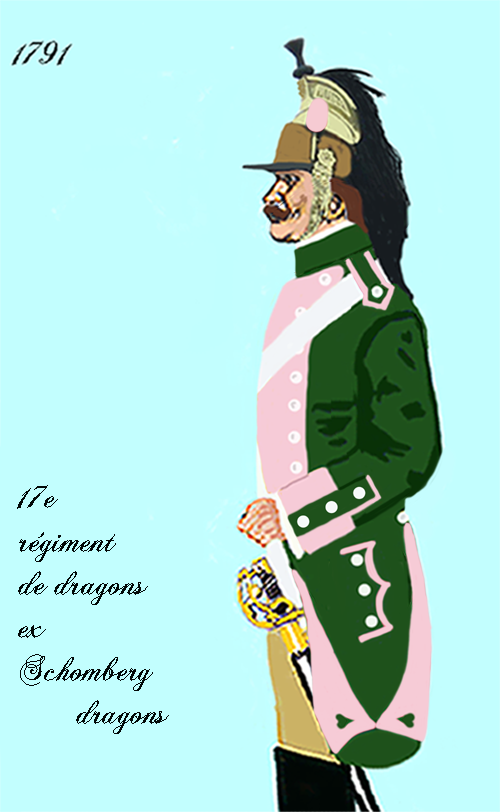
17e Régiment de dragons ab 1791

Uniformen
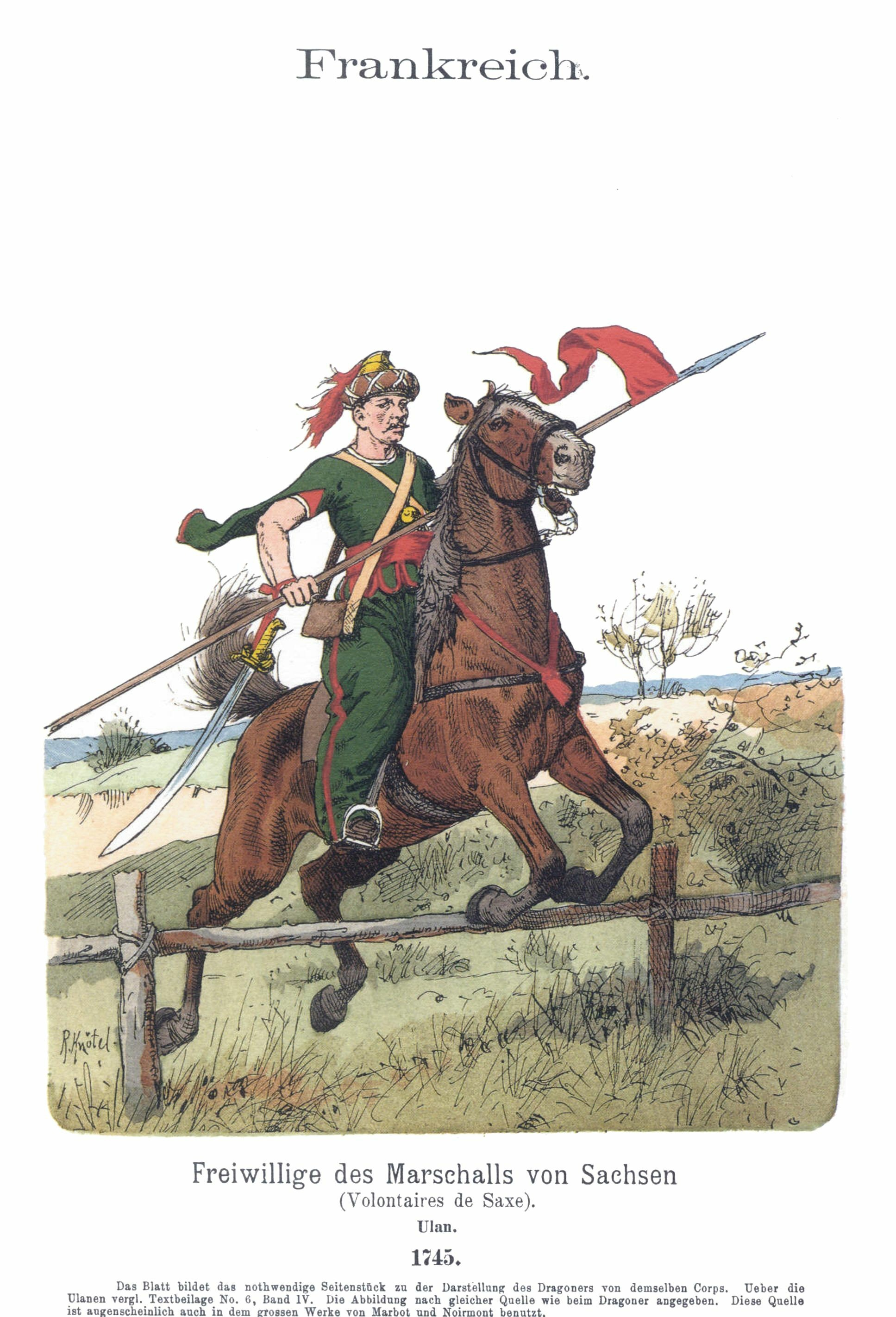
Ulan 1745
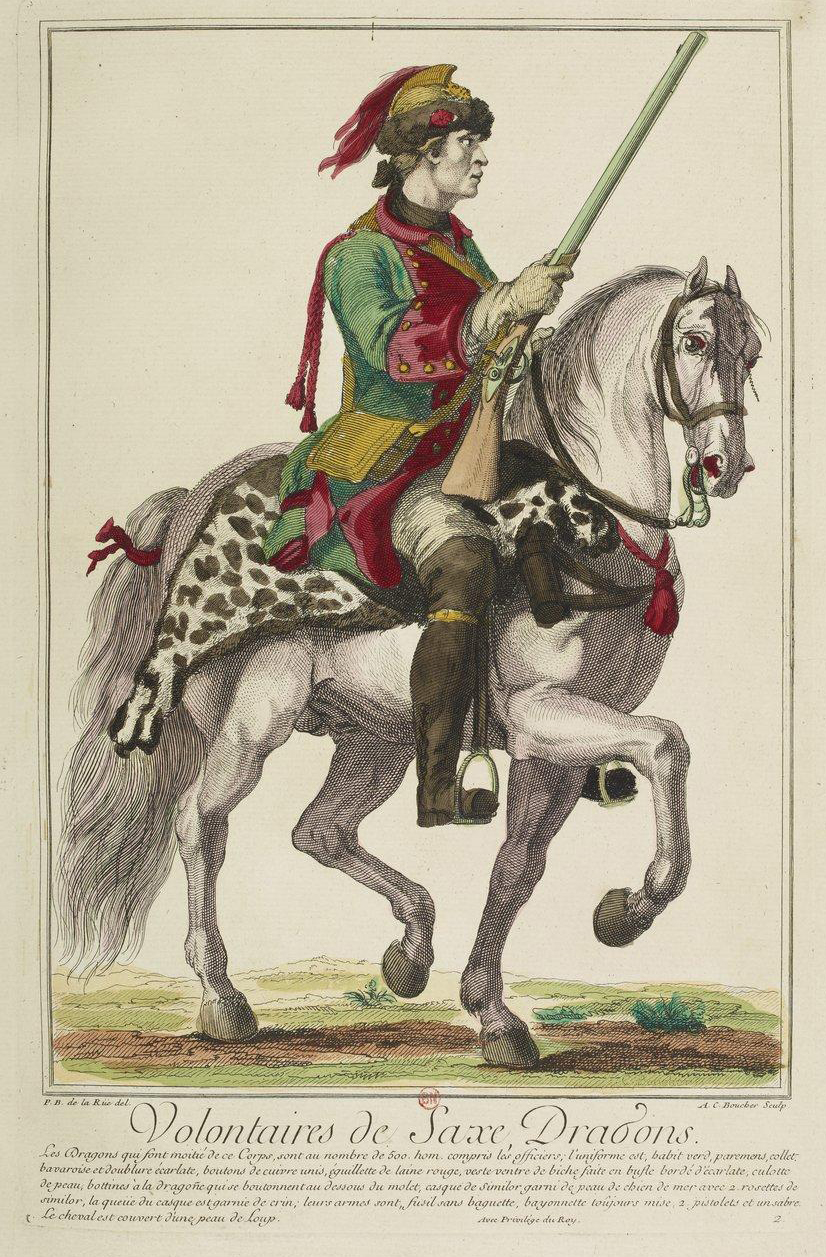
Dragoner um 1743
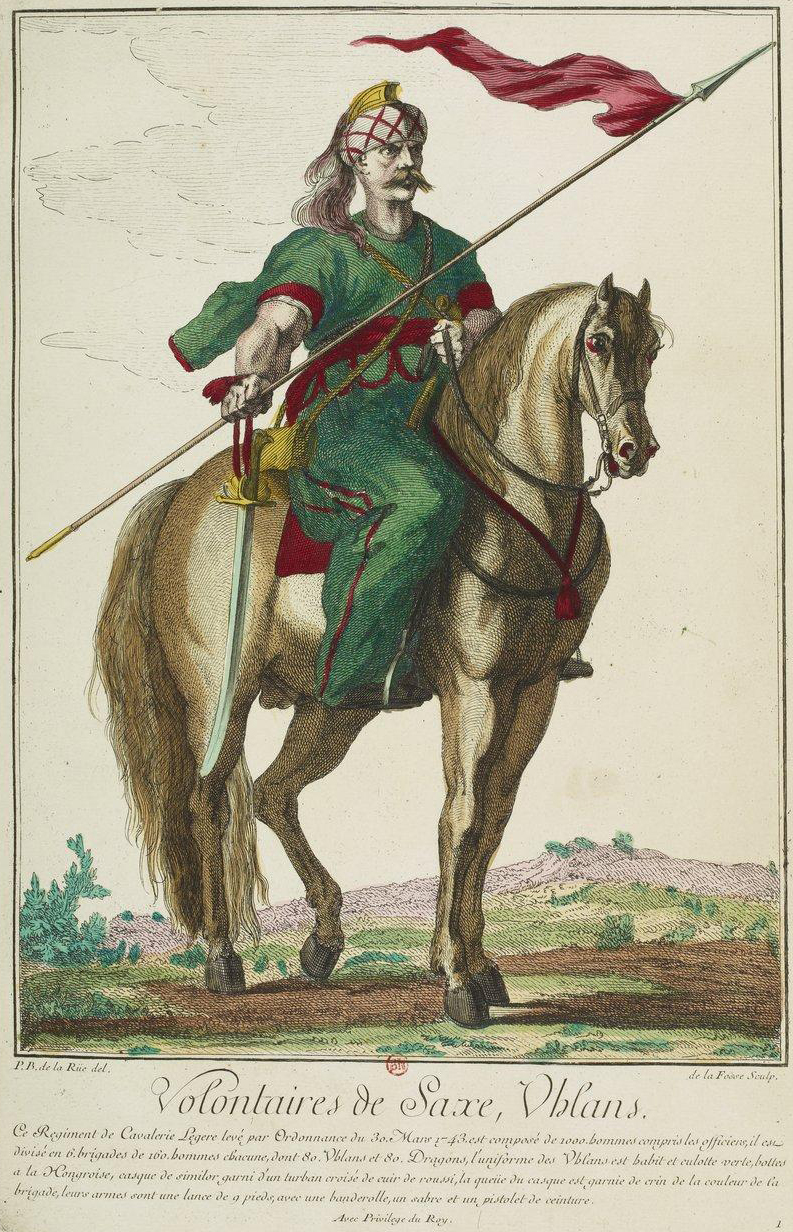
Ulan um 1743
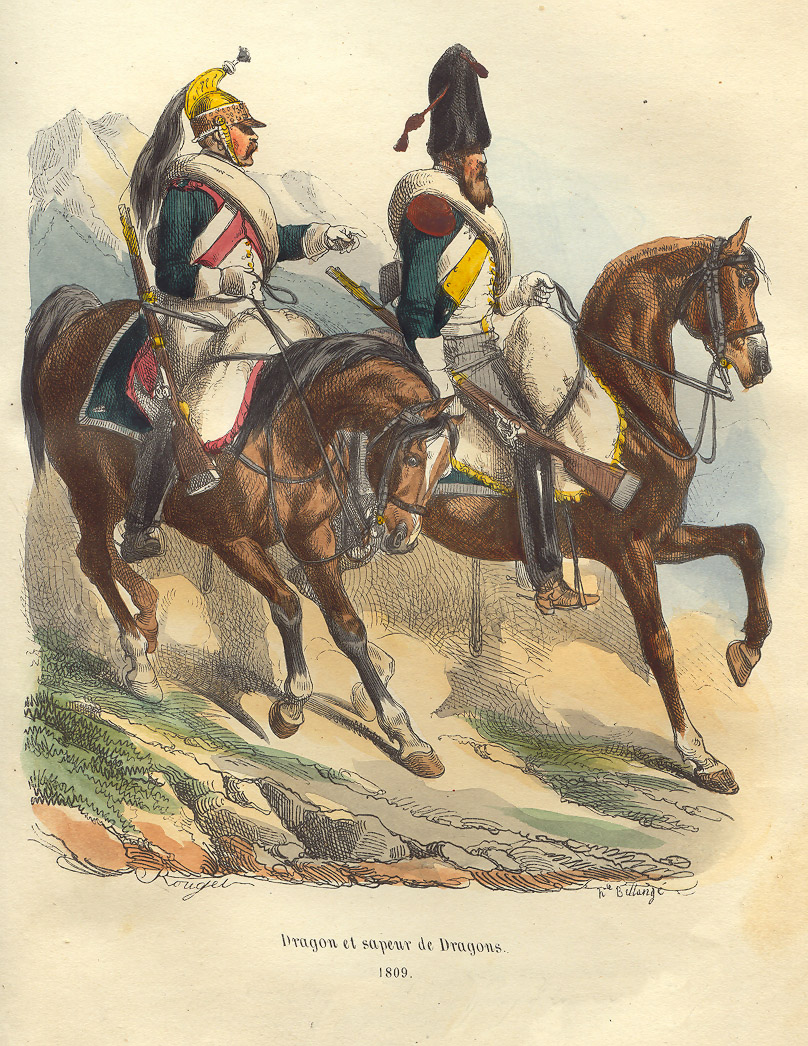
Dragoner und Dragoner-Sapeur eines anderen Linienregiments 1809

Das elegante Erscheinungsbild des Korps wirkte stilbildend: Sein grüner Rock, der kupferne Schonberg-Helm mit Rosshaarschweif und die Ausrüstung wurden 1762 von den bis dahin mit roten Röcken und Dreispitzen ausgestatteten Dragonern der Linientruppen übernommen. Unter Napoleon erhielten auch die Kürassiere einen ähnlichen Helm aus Stahl, der bis heute in leicht abgewandelter Form bei der Kavallerie der Garde républicaine zur Paradeuniform zählt. Die Abzeichenfarbe des Regiments wechselte bis 1815 mehrmals (siehe Bilder).